# Filipinki
Filipinki — польская женская вокальная группа, созданная в ноябре 1959 года в Щецине. Основателем и автором многих песен группы был Ян Яниковский — преподаватель экономики, товароведения и музыки. Название группа получила от популярного польского женского журнала Филипинка.

## Карьера

### Начало деятельности
Вначале группа представляла собой нонет, потом количество участниц было сокращено до септета, в составе:
- София Богданович[пол.]
- Ники Иконому[пол.]
- Эльжбета Клауш[пол.]
- Кристина Павлачик[пол.]
- Ивона Рач[пол.]
- Анна Садовая[пол.]
- Кристина Садовская[пол.]

Дебют группы состоялся в 1960 году на песенном конкурсе Ищем молодые таланты. В 1962 группа выступила в радиоконкурсе Микрофон для всех, с помощью которого завоевала популярность и получила предложение сделать запись для щецинского филиала польского радио. Эти записи были представлены в прямом эфире всей стране. С тех пор группа перестаёт носить статус любительской и начинает профессиональную карьеру.

### Развитие карьеры
Пик популярности Филипинок пришёлся на период 1963—1965. В январе 1963 года группа выступила в радиопередаче Яна Швяча и Залевского. В апреле группа дебютировала на телевидении, а в мае в редакции журнала Filipinka в Варшаве официально закрепила за собой название. Песня Wala twist в честь совершившей свой космический полёт Валентины Терешковой принесла группе дальнейшую международную известность.
Летом того же года, в августе, группа уже даёт концерты за рубежом (ГДР, Швеция), и записывает первый альбом. Затем много концертирует за границей (Англия, Болгария, Франция, Канада, США, СССР). С успехом выступает на фестивалях (в том числе на Национальном фестивале польской песни в Ополе).
Песни для группы пишут в основном Ян Яниковский и Влодзимеж Патушиньский.

### Награды и призы
- 1964 — песня Batumi признана самой популярной песней по результатам опросов Польского радио
- 1965 — приз на национальном фестивале польской песни в Ополе

### Падение популярности и роспуск группы
С конца 60-х годов XX века группа теряет популярность. В 1969 году выступление на фестивале в Ополе прошло незамеченным.
В 70-х годах XX века претерпела серьёзные изменения и утратила популярность. Музыкальными директорами группы в период 1970—1972 были Матеуш Швецицкий и Януш Кепский. В то время Филипинки часто выступали на бэк-вокале во время выступлений других артистов. Группа сотрудничала, в частности, со Стефаном Стулигрошем и коллективом Трубадуры.
Вскоре состав сократился до квинтета, затем до квартета и сменил название на Новые Филипинки. Изменились сценический образ и стилистика. Однако, выступление на Международном фестивале песни в Сопоте в 1972 году не принесло ожидаемого успеха.
Официально группа прекратила свою деятельность в 1974 году. Филипинки стали примером для более поздних женских вокальных групп.

### Песни Филипинок в фильмах и телевизионных программах
В фильме Yesterday звучат песни Wala twist и Batumi наряду с песнями The Beatles. Batumi также используется в программе «Танцы с Грузией» и телеспектакле «Ревизор» 2005 года.

## Известные песни
- Ave Maria no morro (1964)
- Bal arlekina (1964; муз. Я. Яниковский, сл. В. Патушиньский)
- Batumi (1964)
- Charleston nastolatków (муз. Я. Яниковский, сл. В. Патушиньский)
- Co się odwlecze, to nie uciecze (муз. М. Швецицкий, сл. Й. Миллер)
- Do widzenia, profesorze (1964, муз. Я. Яниковский, сл. В. Патушиньский)
- Filipinki — to my (1964, муз. Я. Яниковский, сл. В. Патушиньский)
- Kto się lubi, ten się czubi (1966, муз. Я. Яниковский, сл. В. Патушиньский)
- Nie wierz chłopcom (муз. М. Швецицкий, сл. М. Килярский)
- Pożegnanie z zabawkami (1966, муз. Анджей Кожиньский, сл. З. Заперт)
- Serwus Panie Chief (1966)
- Spacer po porcie (муз. Я. Яниковский, сл. В. Патушиньский)
- Wala twist — в честь Валентины Терешковой (1964, муз. Я. Яниковский, сл. В. Патушиньский)

## Дискография

### Собственная
| Тип                  | Год  | Страна | Название                                                                            | Фирма                                 |
| -------------------- | ---- | ------ | ----------------------------------------------------------------------------------- | ------------------------------------- |
| LP                   | 1965 | Польша | Rozśpiewani rówieśnicy                                                              | Polskie Nagrania Muza L0454           |
| LP                   | 1965 | Канада | Piosenka nie zna granic                                                             | Melodia Record Co. LPM1025            |
| LP                   | 1966 | Польша | Filipinki — to my                                                                   | Polskie Nagrania Muza XL0323          |
| LP                   | 1966 | США    | Filipinki with orchestra under J. Janikowski in their Top 16 Hits. A Polish A GO-GO | Bruno Records BR10214L                |
| EP                   | 1963 | CCCP   | Филипинки                                                                           | Мелодия PD 33GD 00881                 |
| EP                   | 1964 | Польша | Wala Twist                                                                          | Polskie Nagrania Muza N0298           |
| EP                   | 1964 | Польша | Filipinki to my                                                                     | Polskie Nagrania Muza N0299           |
| EP                   | 1965 | Польша | Tarap tarap                                                                         | Pronit N0361                          |
| EP                   | 1965 | США    | Filipinki                                                                           | Radio Request Records M-40            |
| EP                   | 1968 | Польша | Nie ma go                                                                           | Polskie Nagrania Muza N0529           |
| EP                   | 1968 | Польша | Kolędy śpiewają Filipinki                                                           | Veriton V350                          |
| EP                   | 1969 | Польша | Wiosna majem wróci                                                                  | Pronit N0572                          |
| EP                   | 1971 | Польша | Ja się w tobie nie zakocham                                                         | Polskie Nagrania Muza N0653           |
| SP                   | 1966 | Польша | Serwus, panie chief                                                                 | Polskie Nagrania Muza SP251           |
| SP                   | 1965 | CCCP   | Батуми                                                                              | Мелодия 0044573                       |
| SP                   | 1965 | CCCP   | Валентина                                                                           | Мелодия 0044575 SP357                 |
| SP                   | 1967 | CCCP   | Только раз                                                                          | Мелодия 0045419                       |
| SP                   | 1971 | Польша | Królewski Zamek                                                                     | Polskie Nagrania Muza SP357           |
| Гибкая грампластинка | 1966 | Польша | Filipinki i Chochoły: Znajdź sobie dziewczynę                                       | Ruch R0030                            |
| Гибкая грампластинка | 1966 | Польша | Serwus, panie Chief                                                                 | Ruch R0036                            |
| Гибкая грампластинка | 1969 | Польша | Wiosna majem wróci                                                                  | Polskie Nagrania Muza KP137           |
| Гибкая грампластинка | 1971 | Польша | Królewski zamek                                                                     | Ruch R0315                            |
| Gratest Hits         | 1993 | Польша | Filipinki — największe przeboje                                                     | Polskie Nagrania Edition Ltd. ECD 018 |
| Gratest Hits         | 2003 | Польша | Filipinki — to my                                                                   | Polskie Nagrania Muza PNCD 540        |
| Gratest Hits         | 2004 | Польша | Platynowa kolekcja. Filipinki. Złote przeboje                                       | GM Records 222 005-2                  |
| Gratest Hits         | 2005 | Польша | Platynowa kolekcja. Filipinki — nasze złote przeboje                                | Media Way Sp. z o.o. 2-0020           |
| Gratest Hits         | 2008 | Польша | Z archiwum Polskiego Radia vol. 4. Filipinki. Nagrania radiowe z lat 1963—1972      | Polskie Radio SA PRCD 1078-79         |
| Gratest Hits         | 2010 | Польша | Filipinki                                                                           | Polskie Nagrania Muza PNCD 1339       |
| Gratest Hits         | 2012 | Польша | Złote lata polskiej piosenki. Filipinki                                             | Gazeta Wyborcza, Agora SA             |
| Gratest Hits         | 2013 | Польша | Filipinki — to my! niepublikowane nagrania z lat 1962—1971                          | Latarnik/AS AS01                      |
| Gratest Hits         | 2014 | Польша | Złota kolekcja. Filipinki. Batumi. Własny świat                                     | Warner Music Poland 08256 4 61914 8 2 |

### Сборники
- 1964 — Карин Станек[пол.] / Filipinki (SP, Pronit SP-198)
- 1965 — Z melodią i piosenką dookoła świata (5) (LP, Muza XL-0201)
- 1965 — Z melodią i piosenką dookoła świata (6) (LP, Pronit XL-0202)
- 1965 — Rytmy młodych (LP, Pronit XL-0244)
- 1969 — Bez Atu (EP, Pronit N-0573)
- 1969 — Mikrofon i ekran — Opole '69 (LP, Muza SXL-0552)
- 1970 — Discorama (LP, Pronit SXL-0673)
- 1971 — Kolędy i pastorałki popularne (LP, Veriton SXV-742)
- 1971 — Mini propo Popołudnia z Młodością vol. 1 (LP, Muza SXL-0785)
- 1972 — Wchodzimy w lata siedemdziesiąte (LP, Muza SXL-0878)
- 1974 — Komu piosenkę — Przeboje 30-lecia (4) (LP, Muza SX-1107)
- 1979 — Z archiwum Veritonu (4): Nasze debiuty — Zespoły (LP, Veriton SXV-804)

### Сессии
- 1971 — Sopot '71 (LP, Muza SXL-0780)
- … kolędować małemu (LP, Veriton SXV-745)
- 1972 — Wchodzimy w lata siedemdziesiąte (LP, Muza SXL-0878)
- 1972 — Grand prix — Sopot '72 (EP, Muza N-0704)
- 1974 — Najpiękniejsza jest moja Ojczyzna — Przeboje 30-lecia (5) (LP, Muza SXL-1108)

## Дополнительная информация
Песню Filipinki — to my спародировал коллектив Кабаре Удод. В пародии принимали участие: Эдвард Дзевоньский, Веслав Голас, Богумил Кобеля, Ян Кобушевский.
В песне «Батуми» использована музыка А. Айвазяна к популярной в СССР песне «Гюльнара». Польский текст написала поэтесса Оля Обарская.